# Прапор квітки патуху
Прапор квітки патуху (ісп. Bandera de la flor de patujú), також званий прапором патуху (ісп. bandera del patujú) або прапором корінних народів та народів низовин (ісп. bandera de las naciones y pueblos indígena originario campesinos de tierras bajas) — білий прапор із квіткою патуху всередині, який використовується як вексилологічний символ, що представляє ідентичність корінних народів низовин та культуру східної Болівії, розташованої між департаментами Санта-Крус, Бені, Ла-Пас (північ) та Пандо.
Прапор був створений у 2009 році в Бені, а з 2019 року використовується в офіційних актах уряду чи Сенату Болівії, проте не є офіційним прапором чи національним символом країни, оскільки не визнаний юридично. Проте, сама квітка патуху має визнання з боку болівійської держави через Конституцію 2009 року та Верховний указ № 241. Прапор визнано відомчим символом Санта-Крус з 2013 року та з 2014 року в Бені.
У 2018 році в департаменті Ла-Пас було створено варіант прапора, що представляє корінних жителів низовин, які населяють цей департамент.

## Символізм

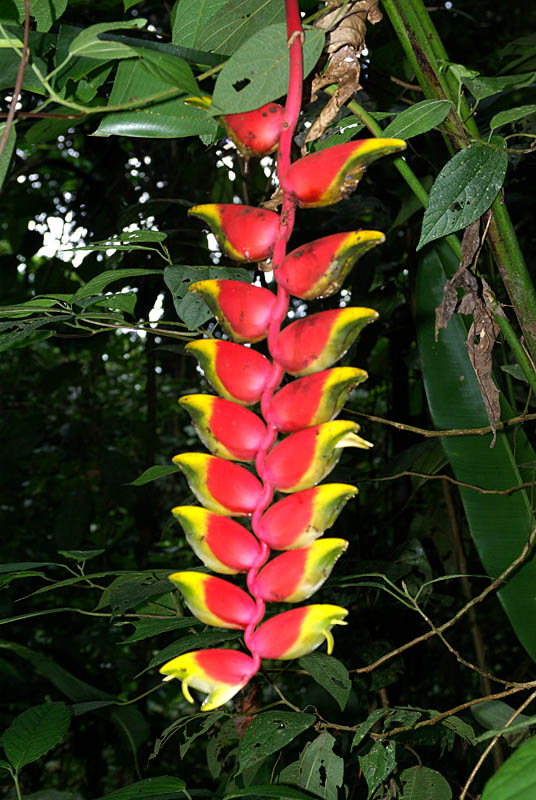
Патуху — рослина, що росте в Амазонці та інших екорегіонах східних рівнин.

Це білий прапор, на якому зображена квітка патуху, яка походить з Амазонії, з регіону східних рівнин. Її суцвіття має довгі мечеподібні пелюстки, прикрашені яскравими смужками червоного, жовтого та зеленого кольорів.
Білий колір символізує чистоту та мудрість світогляду корінних жителів амазонської низовини. Квітка патуху символізує регіон Амазонії та східну Болівію загалом, а також її культурне розмаїття.

## Історія

### Походження
Прапор Патуху був створений у 2009 році лідерами та директором пастирської служби корінних народів, щоб представляти корінне населення низинної Болівії як альтернатива андійському прапору Віпала, який символізує народи Анд і долин Болівії. Біле тло прапора символізує амазонську мудрість (у світогляді народу мохеньйо), а квітка патуху є шляхетним символом регіону. Сучасний дизайн квітки з листком є художнім твором, створеним на основі природи.
Прапор патуху розробили Ремберто Хустініано Кухуй та Альдемір Сальданья Моле, керівники Центральної організації корінних народів Бені (CPIB), разом із Хуліо Ріберою Паніагуа, директором пастирської служби корінних народів вікаріату Бені. Він став символом корінних народів низин як альтернатива Віпхалі. Прапор був створений 10 серпня і вперше використаний 15 серпня 2009 року на відзначення Маршу за територію та гідність 1990 року.
За виготовлення перших прапорів відповідав Фелікс Мельгар Гуалунья.

### Протести ТІПНІС

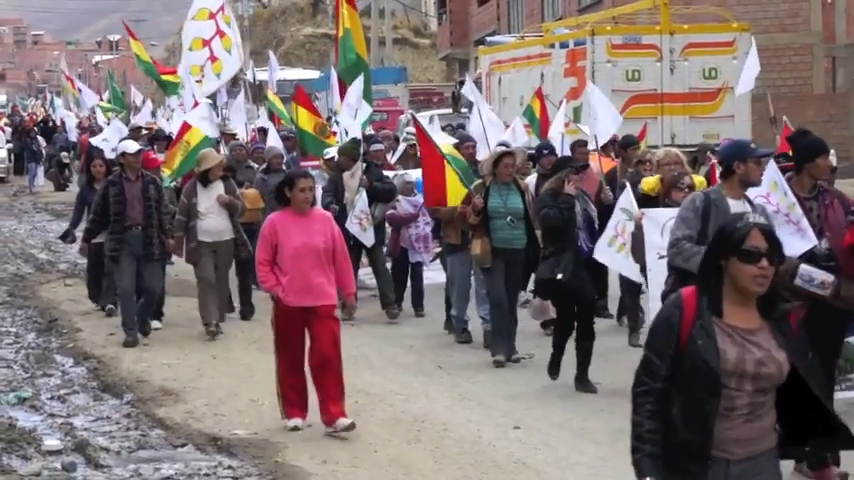
Використання прапора під час протестів TIPNIS у 2011 році.

Під час протестів 2011—2012 років проти будівництва дороги на території корінних народів та національного парку Ісіборо-Секуре (ТІПНІС) виникла ідея представляти корінні народи низин за допомогою прапора з квіткою патуху. Цей прапор був присутній на згаданих акціях.
Так, цей прапор популяризував разом з Антоніо Сото Гуатарою президент Конфедерації корінних народів Східної Болівії (CIDOB) Адольфо Чавес Беюма. Він вживався як національний символ корінних народів низовин, стверджуючи, що вони не відчувають себе ототожненими з віпала.
«Ми не знаємо про віпалу, але дуже поважаємо те, що наші брати з високогірних районів її використовують».
Адольфо Чавес, президент Конфедерації корінних народів Східної Болівії (CIDOB)

### Символ департаменту Санта-Крус
14 червня 2013 року Департаментська асамблея Санта-Крус схвалила закон, який оголошує прапор з квіткою патуху відомчим символом. Закон передбачав, що цей символ має бути вивішений на кожному офіційному заході, що проводиться в регіоні. Він також оголосив 26 лютого «Днем квіткового прапора патуху».
I. Встановлюється Прапор квітки патуху як офіційний символ департаменту Болівії.
II. «Прапор Квітки Патуху» буде зображений у вигляді мечоподібної форми квітки на білому полотні, з нахилом п'ятдесят чотири (54) градуси зліва направо, як символ, що представляє жителів, культури та багатства Департаменту Санта-Крус.
Стаття 5, Департаментський закон про охорону здоров'я

### Департаментський символ Бені
2 квітня 2014 року Департаментська асамблея Бені визнала та оголосила прапор патуху офіційним символом департаменту. 15 серпня також було встановлено Днем прапора патуху на згадку про дату початку першого маршу корінних народів у 1990 році «за територію та гідність».
Стаття 2. Цей департаментський закон має обов'язкову сферу застосування на території департаменту Бені і, отже, поширюється на всі державні та приватні установи, фізичних та юридичних осіб.
Стаття 3. «Прапор Патуху» оголошується та визнається офіційним символом департаменту Бені.
Департаментський закон № 36

### Використання в уряді Болівії

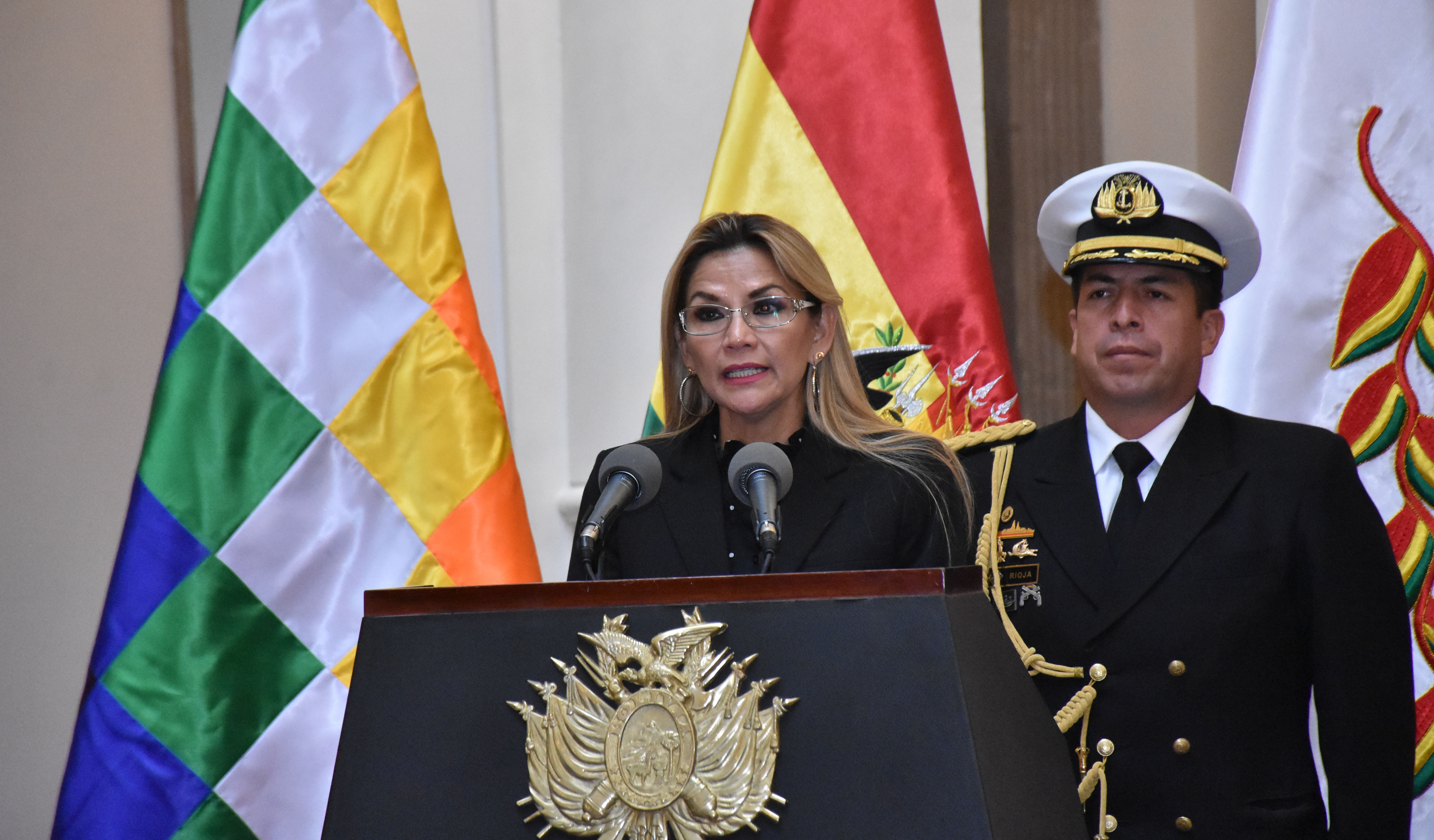
За часів правління Жанін Аньєс прапор Патуху був виставлений праворуч від Віпали та прапора Болівії.

Прапор використовувався під час правління уряду Жанін Аньєс, з 14 листопада 2019 року до кінця її терміну у палаці Кемадо та під час інших офіційних заходів, піднімаючи праворуч від двох національних прапорів Болівії: Віпали (ліворуч) та Триколора (посередині).
Зі вступом на посаду президента Болівії 8 листопада 2020 року Луїса Арсе він більше не використовувався в офіційних актах, що було розкритиковано організаціями корінних народів на сході країни. Однак з моменту інавгурації свого уряду Арсе використовував квітку патуху на президентському поясі разом із гербом Болівії, віпалою та кантутою.
Раніше, 28 жовтня, Арсе отримав вірчі грамоти, які акредитували його як новообраного президента; на фоні цієї церемонії був присутній прапор із квіткою патуху.
19 листопада 2020 року, після скарг організацій корінних народів, Сенат Болівії відновив використання прапора.
Прапор неофіційно використовувався на політичному заході президентом Луїсом Арсе у жовтні 2023 року.

### Пропозиція щодо визнання національним символом Болівії
Рафаель Лопес Меркадо запропонував подати законопроєкт про визнання прапора національним символом, а перед цим він хотів надіслати його до CIDOB для соціалізації та отримання згоди корінними народами сходу.

6 жовтня 2021 року група депутатів від Руху до соціалізму представила законопроєкт про визнання квіткового прапора патуху національним прапором поряд з віпалою та триколором.
Ми, як депутати національного парламенту, подаємо законопроєкт, метою якого є вшанування та повага до наших національних символів і визнання національними прапорами, поряд з нашим головним національним символом, яким є триколірний національний прапор, прапора віфала та квітки патужу.
Дейсі Чоке, депутатка Руху до соціалізму (MAS-IPSP)
У травні 2023 року було внесено законопроєкт, який передбачає офіційне визнання прапора, вже офіційно визнаного департаментами Санта-Крус та Бені. Однак законопроєкт було відхилено.

## Варіант

### Департаментський символ Ла-Паса
20 листопада 2018 року Департаментська асамблея Ла-Пас створила варіант прапора під назвою «Прапор корінних селянських народів та народів низовин департаменту Ла-Пас», який має білий колір із зеленою лиштвою. 15 серпня було встановлено днем на честь прапора.
Стаття 1. Цей Закон має на меті створення Прапора корінних народів і народів-селян низовин департаменту Ла-Пас, який стане частиною символів департаменту, в знак справедливого визнання їх історичної боротьби та інтеграції.
Стаття 3. Цей Закон застосовується до всіх державних і приватних установ, корінних народів і селянських громад низовин, а також інших державних і приватних організацій та установ, які ідентифікують себе з цим символом у департаменті Ла-Пас.
Стаття 4. Прапор має білий фон із зеленими краями, що символізує мирне співіснування цих народів, а також їхній підхід до боротьби та відстоювання своїх прав; у центрі, з орієнтацією зверху вниз, під кутом 90° до діагоналі, що займає дві чверті головної діагоналі, надруковано КВІТКУ ПАТУХУ з усіма її природними кольорами, що символізує гармонійне співіснування корінних народів і селянських громад низовин з матір'ю-природою.
Департаментський закон № 167
У 2018 році Селін Адалід Кенево, член департаментських зборів від Ла-Паса, заявила, що вперше корінні жителі підняли квітку патуху у 1990 році під час маршу корінних селян півночі департаменту Ла-Пас.